# 데타루역
데타루역(일본어: 手樽駅)은 일본 미야기현 미야기군 마쓰시마정에 위치한 동일본 여객철도 센세키 선의 철도역이다. 단선 승강장 1면 1선의 구조를 갖춘 지상역이다.

## 이용 현황
| 승차 인원 추이 | 승차 인원 추이 |
| 연도           | 1일 평균       |
| -------------- | -------------- |
| 1999           | 20             |
| 2000           | 19             |
| 2001           | 12             |
| 2002           | 9              |
| 2003           | 12             |
| 2004           | 14             |

## 역 주변
- 미야기 현도 27호 오쿠마쓰시마 마쓰시마코엔 선

## 역사
- 1902년 9월 9일 : 일본 3경 · 마쓰시마섬이 현립 자연 공원으로 지정되어, 이 지역도 포함됨.
- 1923년 3월 7일 : 일본 3경 · 마쓰시마섬이 사적 명승 천연 기념물 보존법에 의거해 명승지로 지정되어, 이 지역도 범위에 포함됨.
- 1928년
  - 1월 1일 : 미야기 군 마쓰시마 촌이 정제를 시행하게 되어 마쓰시마 정이 됨.
  - 4월 10일 : 미야기 전기 철도의 역으로서 개업.
- 1944년 5월 1일 : 미야기 전기 철도 국유화에 의해, 국철의 역이 됨. 선로 명은 센세키 선으로 개칭.
- 1952년 11월 22일 : 명승지로 지정되었던 이 지역을 포함 일본 3경 · 마쓰시마섬이, 특별 명승지로 지정.
- 1956년 : 역 주변의 데타루 해안을 간척하는 '데타루 대행 간척 사업'이 미야기 현에 의해 착공.
- 1958년 10월 1일 : 무인역화.
- 1968년 : '데타루 대행 간척 사업' 완료.
- 1987년 4월 1일 : 일본국유철도 분할 민영화에 의해, 동일본 여객철도가 승계.
- 2003년 10월 26일 : IC 카드 Suica 서비스 개시.
- 2011년 3월 11일 : 도호쿠 지방 태평양 해역 지진과 그에 의한 지진 해일 영향으로 인해 센세키 선 운행 전면 중단.
- 2015년 5월 30일 : 센세키 선 전 노선 복구에 의한 영업 재개. 다만, 센세키 도호쿠 라인 열차는 정차하지 않음.

## 인접 역
| 동일본 여객철도 ■ 센세키 선 | 동일본 여객철도 ■ 센세키 선 | 동일본 여객철도 ■ 센세키 선    |
| --------------------------- | --------------------------- | ------------------------------ |
| 다카기마치 아오바도리 방면  | ■ 보통                      | 리쿠젠토미야마 이시노마키 방면 |